# حسین‌آباد پائین
حسین آباد پایین روستایی در دهستان زیرکوه بخش مرکزی شهرستان زیرکوه استان خراسان جنوبی ایران است. بر پایه سرشماری عمومی نفوس و مسکن در سال ۱۳۹۰ جمعیت این روستا ۱۲۶ نفر (در ۳۸ خانوار) بوده‌است.